# Eddie Santiago
Eduardo Santiago Rodríguez (Toa Alta, 18 de agosto de 1955), conocido artísticamente como Eddie Santiago, es un cantautor y músico puertorriqueño de salsa romántica. Con su carrera y estilo impulsó este género en las décadas de los 80 y 90 convirtiéndolo en uno de los máximos exponentes de la salsa romántica. Algunos de sus grandes éxitos son: “Lluvia" en Sigo Atrevido, “Tú Me Haces Falta" y “Mía" en Invasión de la Privacidad , “Tú me quemas" en Atrevido y diferente, entre otras.[cita requerida]

## Inicios
Eddie Santiago cuando comenzó en la música, arriesgó muchas cosas de su vida cotidiana para alcanzar renombre. Atravesó momentos difíciles, trabajó en una agencia de publicidad y cantó en diversos grupos musicales para poder solventar sus necesidades.[cita requerida]
En el año 1984, el Conjunto Chaney le propone que forme parte de ellos, agrupación con la cual estuvo durante dos años. Fueron muchos los grupos que se interesaron en Eddie Santiago, entre ellos se encuentran: Orquesta La Potente, Orquesta Saraguey, Generación 2000 y Orquesta Opus. Pero en 1986 Eddie Santiago decide emprender su carrera como solista, mostrando al mundo su estilo de salsa romántica con letras llenas de sensualidad.

## Trayectoria como solista

#### Primer álbum “Atrevido y diferente" (1986)
En el año 1986 es lanzado el álbum con el que Eddie Santiago hace su debut, el cual fue titulado "Atrevido y diferente", integrado por ocho pistas de donde se desprenden los sencillos "Nadie mejor que tú" y "Que locura enamorarme de ti", los cuales ocuparon los puestos número 16 y 13 en el Hot Latin Tracks, respectivamente. También se encuentran los temas: "Tú me quemas", "Volcán de amor", "De profesión... tu amante", "Secretos", "Quiero amarte en la yerba" y "Se acabó". Este disco permitió el cambio de la salsa bailable a la salsa romántica.[cita requerida]

#### Sigo Atrevido (1987)
En 1987 es presentado al público el disco "Sigo atrevido", formado por ocho piezas de donde se lanzaron cuatro sencillos titulados: "Lluvia", primer tema publicado, el cual llegó a ocupar la posición número cuatro en el Hot Latin Tracks, el puesto más alto a finales de la década de los años 80`s, en lo que se refiere al género salsa, seguido de "Insaciable", "Hagámoslo" y "Todo empezó", los cuales ocuparon los puestos números 34, 31 y 19 del Hot Latin Tracks, respectivamente. "Sigo atrevido" fue nominado como mejor álbum latino tropical tradicional en los Premios Grammy. Llegó a posicionarse por todo un año en las listas de música tropical. Otras canciones que en este disco se encuentra son: "Vida de amantes", "Momento de amor", "Déjame amarte" y "Cabalgata".[cita requerida]

#### Invasión de La Privacidad" (1988)
En el año 1988 es publicado el tercer disco de Eddie Santiago, el cual lleva por nombre "Invasión de la privacidad", con una duración de 36 minutos con 44 segundos, del que se lanzaron cinco sencillos titulados: "Tú me haces falta" y "Antídoto y veneno" publicados en el mes de febrero y abril de 1988; "Me fallaste" y "Mia", presentados al público en los meses de junio y agosto de 1989 respectivamente, además de la canción "Para que vuelves" que también fue publicada en el año 1989. Además en este álbum se encuentran otros temas como: "Amor de cada día", "Te equivocas" y "Mañana".

#### New Wave Salsa (1989)
En 1989, Eddie Santiago a través de la compañía discográfica Rodven Records, lanza al mercado el álbum "New Wave Salsa" producido por Julio Cesar Delgado y Frank Torres, con una duración de 31 minutos con 19 segundos, el cual se convirtió en su cuarto disco número uno en la lista de álbumes de música tropical Billboard. Entre sus temas se encuentra: "Me hiciste caer", publicado en el mes de marzo de ese mismo año como único sencillo promocional. También están "Una nueva oportunidad", "Let It Be Now" y "Vete" escritos por Eddy Santiago; "Jugue y perdí" compuesto por Fausto Parra, además de "Voy a robarme una luna", "Odiándote y sin entender" y "Lo único importante" cuyas letras corresponden a Pedro Azael.

#### El Rey de la Salsa Romántica (1990) y Soy El Mismo (1991)
En el año 1990 es publicado el álbum "El rey de la salsa romántica", quinto disco de estudio de Eddie Santiago. Para el año 1991 es lanzado el sexto álbum titulado "Soy el mismo", grabado bajo el sello discográfico EMI Capitol, integrado por ocho pistas de donde se desprenden los sencillos: "Me faltas tú" que se lanzó en el mes de noviembre de 1991. Posteriormente en el mes de febrero de 1992 es publicado el tema "Hasta que te fui fiel", mientras que en el mes de agosto de ese mismo año fue lanzada la canción "Deseos".[cita requerida]

#### Intensamente y Cada Vez Otra Vez (1993)
En el año 1993, Eddie Santiago saca al mercado discográfico el álbum de estudio titulado "Intensamente" compuesto por los temas "Vivo para ti", "Que vamos hacer", "Echo de menos tu presencia", "Necesito tu tiempo", "Intensamente", "Te acuso de mentirme", "Me canse" y "Parranda navideña". También ese mismo año fue publicado el disco "Cada vez, otra vez", un álbum donde se versionan temas como "El triste", cantada originalmente por José José en 1970; "Jamás" interpretada por Camilo Sesto en 1975; "Amada amante" vocalizada por Roberto Carlos en el año 1971.[cita requerida]

#### Eddie Santiago (1995)
En febrero de 1995 se publicó a través de Capítol Records, el álbum homónimo "Eddie Santiago", último disco lanzado bajo ese sello disquero, con una duración de 50 minutos con 49 segundos, integrado por 10 pistas tituladas: "Necesito", "Si faltas me matas", "Te amo", "Nena", "Que puedo hacer yo", "Sin ti", "Cuidado", "No sé qué está pasando", "Voy a desahogarme a solas" y "Parece que fue ayer", cuya letra es del compositor Armando Manzanero.

#### De vuelta a casa (1996)
En el año 1996 es lanzado el disco "De vuelta a casa" con el que Eddie Santiago regresa al sello discográfico Rodven. También en ese mismo año, bajo la edición de la empresa disquera TH- Rodven Records, es publicado el álbum "De verdad: 15 súper éxitos" donde se recopilan los temas más sonados de Eddie Santiago desde 1986 hasta 1990.

#### Enamorado (1997)
En el mes de agosto de 1997 Eddie Santiago presenta al público el álbum "Enamorado", el cual fue grabado en los estudios Telesound en San Juan, Puerto Rico, con una duración de 43 minutos con cinco segundos, integrado por nueve pistas de las cuales ocho fueron compuestas por Rafael Hernández y la última que lleva por nombre "No hables mal de ella" fue escrita por Eddie Santiago.

#### 16 Grandes Éxitos (1998)
En julio de 1998 fue publicado el disco "16 grandes éxitos", un disco recopilatorio donde pueden escuchar el tema "Amar a muerte" entre otros.

#### Celebración: Epic Duets (1999)
En 1999, Eddie Santiago publica el disco "Celebración: Epic Duets", bajo el sello Sony Discos Ing, compuesto por nueve pistas de donde se destaca la primera canción titulada "Celebración", contando con la colaboración de varios artistas destacados entre los que se encuentra Elvis Crespo. También el cantante Víctor Manuel participa en la canción "Antidoto y veneno" ubicada en la pista cuatro.

#### Álbumes recopilatorios en el 2000
En el año 2000 son publicados los discos compilatorios titulados "32 grandes éxitos", "Serie sensacional" y "Serie 32"

#### Ahora (2001)
En mayo de 2001, se lanzó "Ahora", álbum editado bajo el sello discográfico Sony U.S Latin, con una duración de 36 minutos, integrado por ocho piezas de donde destaca "Anoche valió la pena" uno de los mejores temas de este disco.

#### Edición Limitada (2002)
En el mes de abril del año 2002 es publicado a través de la empresa disquera Universal Latino, el álbum "Edición Limitada" de Eddie Santiago, el cual contiene ocho temas que están plasmados en el recuerdo de sus oyentes, como por ejemplo la canción "Volcán de Amor", la cual fue lanzada originalmente en el disco "Atrevido y diferente" publicado en el año 1986.

#### Interpreta los grandes éxitos de Luis Ángel (2003)
En el año 2003 se publicó el álbum que lleva por nombre "Interpreta los grandes éxitos de Luis Ángel" como un homenaje al compositor Luis Ángel, donde Eddie Santiago realiza una vocalización extraordinaria como siempre acostumbra a realizar. Entre sus canciones se encuentran: "Flor dormida", "Lo que son las cosas", "Porqué te tengo que olvidar", "Que haré sin ti", "Lluvia", "Fantasía herida", "Un amor que termina así", "Tu me quemas" y "Nadie mejor que tu".

#### Después del Silencio (2004)
En el 2004 se presentó al mercado discográfico, bajo la edición de Musical Productions, el disco de estudio "Después del silencio" compuesto por ocho canciones donde destacan "Loco por tu amor" y "Llover sobre mojado".

#### En su estilo... Romántico y Sensual (2006)
En agosto de 2006 es publicado el disco de Eddie Santiago titulado "En su estilo... romántico y sensual". Uno de los temas más destacados de este álbum es "No he podido olvidarla". También en el mes de noviembre de ese mismo año fue lanzado el álbum recopilatorio "20 aniversario".

#### Más producciones
En el año 2007 es lanzado el álbum "La historia… mis éxitos", un disco recopilatorio con una duración de una hora con tres minutos y 29 segundos, integrado por 14 piezas entre las que se encuentran: "Quiero amarte en la hierba", "Voy a robarte la luna" y "Me hiciste caer".
En el 2008 fueron publicados dos álbumes uno de colección y otro recopilatorio, los cuales llevan por nombre "Serie cinco estrellas de oro" lanzado en el mes de enero y "The Greatest Salsa Ever" estrenado en el mes de octubre.
En el mes de septiembre de 2010 Eddie Santiago, bajo la compañía discográfica EMI, presenta al público en disco compilatorio "Oro salsero: 15 exitos" donde pueden escuchar el tema "A la vez tú y yo". Casi dos años después en el mes de julio de 2012 fue publicado el álbum recopilatorio "10 Grandes éxitos".
En el año 2013 son lanzados "12 favoritas", "Iconos" y "Salsa Greatest Hits", tres álbumes compilatorios presentados al público en los meses de enero, septiembre y noviembre, respectivamente.
En el mes de septiembre del año 2015 Eddie Santiago lanzó la compilación titulada "Salsa Legends", a través del sello disquero Machete Music, integrado por 16 pistas.
En marzo de 2016 fue publicado el disco "Eddy Santiago en vivo". Posteriormente en el año 2017 son lanzados los álbumes recopilatorios "Los Rostros De La Salsa" y "Lluvia (baile total)", ambos presentados en el mercado discográfico en el mes de noviembre, compuestos por: el primero de 16 pistas y el segundo con 10.
Desde 2021, Santiago ha dejado la vida pública y ha estado en una pausa indefinida en su carrera.

## Estilo Musical y Legado
El estilo musical de Eddie Santiago es la salsa romántica, un ritmo y subgénero de la salsa clásica, que en los años ochenta era una novedad, mismo que a través de las baladas fue dándole popularidad por medio de sus letras casi explícitas y sus melodías.
La mayoría de sus temas son canciones de baladas versionadas a salsa y cuyo autor es el baladista argentino Luis Ángel, siendo “Lluvia" el tema más famoso de todos.
El legado del cantante lo cataloga como “El Rey de la Salsa Romántica", siendo una de las más grandes figuras en este género tropical.

## Discografía

### Álbumes de estudio
- 1986 - Atrevido y Diferente
- 1987 - Sigo Atrevido
- 1988 - Invasión de la Privacidad
- 1989 - New Wave Salsa
- 1990 - El Rey De La Salsa Romántica
- 1991 - Soy El Mismo
- 1993 - Intensamente
- 1993 - Cada Vez, Otra Vez
- 1995 - Eddie Santiago
- 1996 - De Vuelta A Casa
- 1997 - Enamorado
- 1999 - Celebración: Epic Duets
- 2001 - Ahora
- 2004 - Interpreta Los Grandes Éxitos De Luis Ángel
- 2005 - Después del Silencio
- 2006 - En Su Estilo... Romántico y Sensual
- 2014 - Lo Más Romántico... Luis Saenz

### Sencillos
| Título                                                                               | Año  | Posición más alta en las listas | Posición más alta en las listas | Álbum                            |
| Título                                                                               | Año  | US Latin Songs                  | US Latin Tropical               | Álbum                            |
| ------------------------------------------------------------------------------------ | ---- | ------------------------------- | ------------------------------- | -------------------------------- |
| "Tú Me Quemas"                                                                       | 1986 | 10                              | —                               | Atrevido y Diferente             |
| "Que Locura Enamorarme de Ti"                                                        | 1987 | 13                              | —                               | Atrevido y Diferente             |
| "Nadie Mejor Que Tú"                                                                 | 1987 | 16                              | —                               | Atrevido y Diferente             |
| "Lluvia"                                                                             | 1988 | 4                               | —                               | Sigo Atrevido                    |
| "Todo Empezó"                                                                        | 1988 | 19                              | —                               | Sigo Atrevido                    |
| "Hagámoslo"                                                                          | 1988 | 31                              | —                               | Sigo Atrevido                    |
| "Insaciable"                                                                         | 1988 | 34                              | —                               | Sigo Atrevido                    |
| "Tú Me Haces Falta"                                                                  | 1989 | 9                               | —                               | Invasión de la Privacidad        |
| "Antídoto y Veneno"                                                                  | 1989 | 18                              | —                               | Invasión de la Privacidad        |
| "Me Fallaste"                                                                        | 1989 | 16                              | —                               | Invasión de la Privacidad        |
| "Mía"                                                                                | 1989 | 19                              | —                               | Invasión de la Privacidad        |
| "Me Hiciste Caer"                                                                    | 1990 | 13                              | —                               | New Wave Salsa                   |
| "Me Faltas Tú"                                                                       | 1991 | 9                               | —                               | Soy el Mismo                     |
| "Hasta Aquí Te Fui Fiel"                                                             | 1992 | 8                               | —                               | Soy el Mismo                     |
| "Deseos"                                                                             | 1992 | 35                              | —                               | Soy el Mismo                     |
| "Vivo Para Ti"                                                                       | 1993 | 9                               | —                               | Intensamente                     |
| "Jamás"                                                                              | 1994 | 22                              | —                               | Cada Vez Otra Vez                |
| "El Triste"                                                                          | 1994 | 28                              | —                               | Cada Vez Otra Vez                |
| "Me Vuelve Loco Tu Amor"                                                             | 1996 | —                               | 16                              | De Vuelta a Casa                 |
| "Que Locura Enamorame de Ti" (featuring Huey Dunbar)                                 | 1999 | —                               | 5                               | Celebración: Epic Duets          |
| "Celebración" (featuring Huey Dunbar, Elvis Crespo, Robbie Salinas, and Son By Four) | 2000 | —                               | 33                              | Celebración: Epic Duets          |
| "Anoche Valió la Pena"                                                               | 2001 | —                               | 13                              | Ahora                            |
| "Loco Por Tu Amor"                                                                   | 2005 | —                               | 14                              | Después del Silencio             |
| "No He Podido Olvidarla"                                                             | 2006 | —                               | 18                              | En Su Estilo Romántico y Sensual |